# Acraea nigromacula
Acraea nigromacula är en fjärilsart som beskrevs av Le Doux 1931. Acraea nigromacula ingår i släktet Acraea och familjen praktfjärilar. Inga underarter finns listade i Catalogue of Life.